# Merrill (Wisconsin)
Merrill é uma cidade localizada no estado norte-americano de Wisconsin, no Condado de Lincoln.

## Demografia
Segundo o censo norte-americano de 2000, a sua população era de 10.146 habitantes.
Em 2006, foi estimada uma população de 9897, um decréscimo de 249 (-2.5%).

## Geografia
De acordo com o United States Census Bureau tem uma área de
19,5 km², dos quais 18,2 km² cobertos por terra e 1,3 km² cobertos por água. Merrill localiza-se a aproximadamente 386 m acima do nível do mar.

## Localidades na vizinhança
O diagrama seguinte representa as localidades num raio de 32 km ao redor de Merrill.